# 쿠스타 피흘라야매키
쿠스타 쿠스탄포이카 피흘라야메키(핀란드어: Kustaa Kustaanpoika Pihlajamäki, 1902년 4월 7일 - 1944년 2월 10일)는 핀란드의 레슬링 선수였다. 그는 1924년부터 1936까지 올림픽에 4번 출전했고 레슬링 자유형에서 금메달과 은메달을 획득했다.
피흘라야메키는 1925년부터 1944년까지 헬싱키에서 경찰관으로 일했다. 그의 동상은 1956년에 헬싱키에 설치되었고, 2005년에 그는 FILA 국제 레슬링 명예의 전당에 헌액된 최초의 핀란드 선수가 되었다. 그의 형제 아르비와 파보는 레슬링에서 국가 챔피언이었고, 그의 사촌 헤르만니 피흘라야메키는 올림픽 챔피언이었다.

## 참조
1. ↑  “쿠스타 피흘라야메키”. 《sports-reference.com》. 2009년 10월 12일에 원본 문서에서 보존된 문서. 2016년 5월 27일에 확인함.